# Hacha Democrática
Hacha Democrática (Idioma ucraniano: Демократична Сокира, romanizado: Demokratychna Sokyra o D7) es un partido político y una organización no gubernamental ucraniano fundado en 2018 y registrados oficialmente en el Ministerio de Justicia el 22 de mayo de 2019.

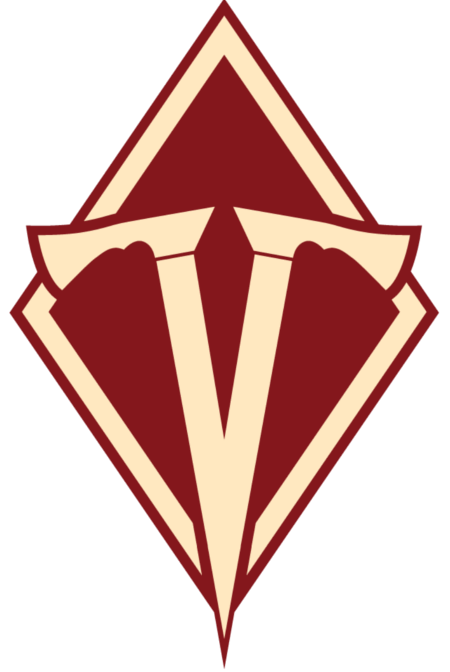
Logo del Partido Demokratychna Sokyra o Partido Hacha Democrática, 2019

## Historia

### Fundación
El partido "Horda Democrática" se anunció a finales de abril de 2018. Unos 30 blogueros de renombre (Iurii Gudymenko, Ihor Bihdan), periodistas (Viktor Tregubov, editor jefe del sitio "Peter y Mazepa"), Mykhailo Makaruk (voluntario de Narodny Tyl y la comunidad Inform Napalm), empresarios (Bohdana Yarova, Pylyp Dukhlii), hackers (personas conocidas con los apodos "Sean Townsend" y "Jeoffrey Dahmer" de la "Alianza Cibernética de Ucrania"), veteranos de la ATO ( Oleksandr Zolotko, Anton Kolumbet), voluntarios ("Serg Marco", Yaroslav Matiushyn), programadores y escritores hicieron declaraciones sobre unirse o apoyar al partido.
En el verano de 2018, el partido pasó de llamarse "Horda Democrática" a "Hacha Democrática". Los fundadores lo explicaron con connotaciones negativas que evocaban la palabra "horda" en el nombre.
El 4 de agosto de 2018, se celebró la asamblea constituyente del partido en el pub Svii v dosku (ucranio: Свій в доску), a la que asistieron 400 personas.  El 27 de diciembre de 2018, se presentaron documentos al Ministerio de Justicia de Ucrania para el registro oficial del partido.
Agregado oficialmente al registro de partidos políticos por el Ministerio de Justicia el 22 de mayo de 2019.

### Elecciones parlamentarias de 2019
El 15 de mayo de 2019, los partidos políticos "La Fuerza del Pueblo", "Partido Gallego Ucraniano" y "Hacha Democrática" se asociaron para coordinar su trabajo para "resistir el revanchismo ruso" y promover reformas democráticas.
El 13 de junio de 2019, la Comisión Electoral Central de Ucrania registró 10 candidatos en circunscripciones de mandato único. Ninguno de los candidatos tuvo éxito, Anton Kolumbet y Mykyta Soloviov lograron los resultados más altos, 4,3% y 3,4% respectivamente.

## Ideología
El partido defiende "el mercado de tierras, la liberalización de las leyes sobre armas, la despenalización consecuente de las drogas ligeras, la legalización de los casinos y la prostitución, los matrimonios LGBT y todas las demás iniciativas encaminadas a maximizar la liberación de un ciudadano responsable de la dictadura del socialismo". estado." El Partido considera la minimización de la influencia del Estado en la vida de los ciudadanos como la piedra angular de su ideología, por lo que su programa general y sus anexos sectoriales se derivan de esta ideología: la abolición de la moratoria sobre la venta de tierras, la privatización total y la máxima desregulación.

## Actividades de promoción

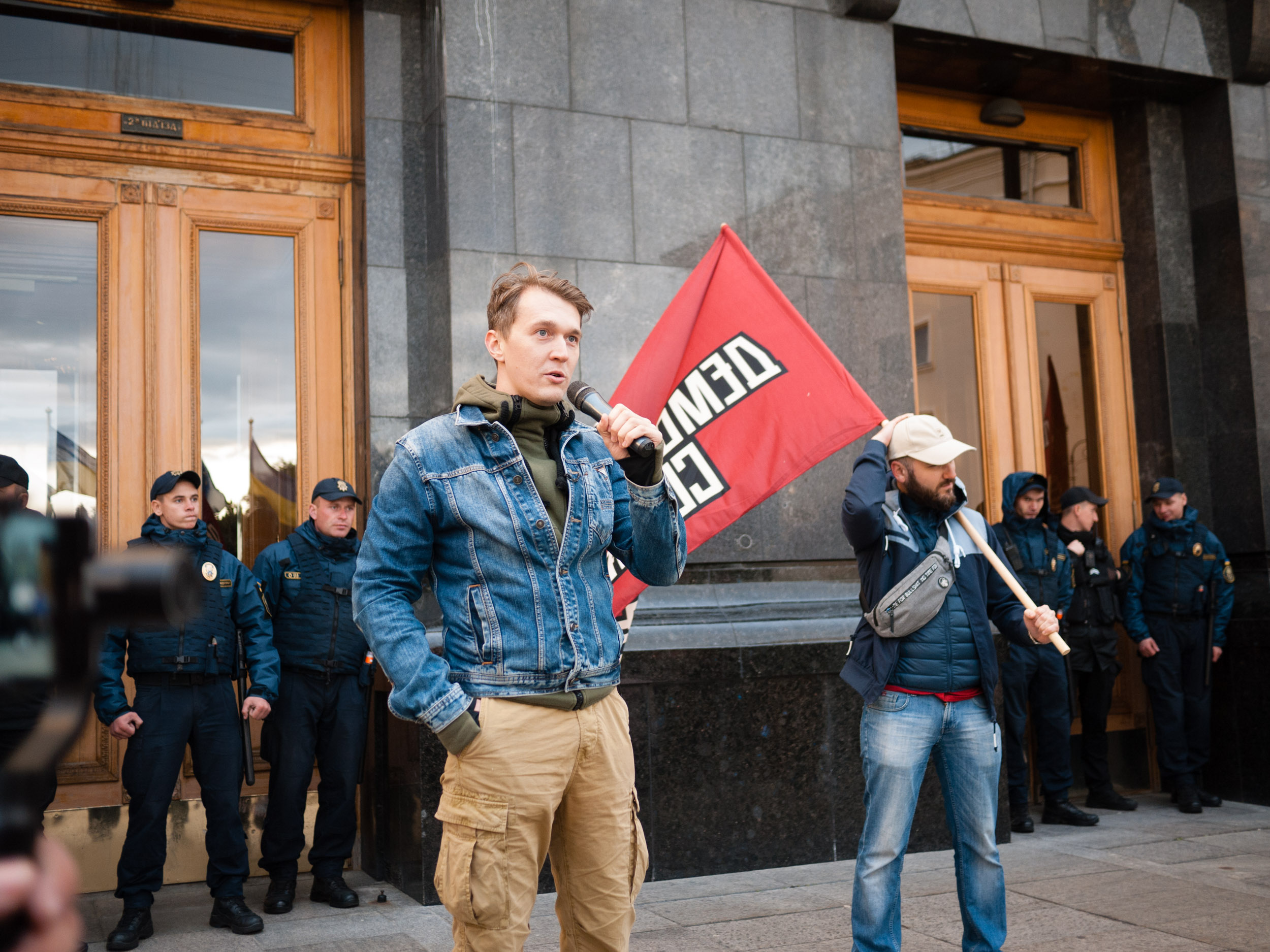
Iurii Gudymenko durante la acción "Proceso de destitución de Kolomoisky" cerca de la casa presidencial, Kiev, 20 de septiembre de 2019

Incluso antes de registrarse, el partido lanzó una campaña para apoyar el proyecto de ley sobre la sustitución del impuesto de sociedades por el impuesto sobre el capital retirado.
El partido también realizó un Flashmob para bloquear el proyecto de ley 6688, que restringía significativamente la libertad de Internet y los derechos de los proveedores.
A través de campañas en los medios de comunicación, redes sociales y campañas callejeras, el partido ha retrasado por dos meses la adopción del código de ley del sistema de transmisión de gas natural por parte de la Comisión Nacional de Regulación Estatal de Energía y Servicios Públicos. Según los dirigentes del Eje Democrático, las enmiendas a este código permitieron a las compañías regionales de gas relacionadas con Dmytro Firtash llevar a cabo una extracción de gas no autorizada del GTS sin ninguna consecuencia para ellos mismos.
El 6 de junio de 2018, tres representantes de la ONG "Horda del Hacha Democrática" creada por el partido, Maksym Dizhechko, Tetiana Lokatska y Anatolii Mazur, obtuvieron el mayor número de votos durante las elecciones al Consejo de Control Público de la Oficina Nacional Anticorrupción. y pasó a formar parte de él.
En las elecciones de 2019 al Consejo de Control Público de la Oficina Nacional Anticorrupción, las ONG cercanas a Eje Democrático formaron una coalición con el "Movimiento de Veteranos de Ucrania" y ganaron 14 de 15 escaños.

## Estructura y liderazgo
Desde sus inicios, el Hacha Democrática se ha posicionado como un partido sin un líder carismático. Todas las decisiones importantes se toman mediante votación entre los miembros del partido.
Presidente del partido: Ihor Shchedrin
El consejo político del partido: Iurii Gudymenko, Anton Shvets, Viktor Tregubov, Keira Harmashova, Yelisey Khodolovsky, Taras Kotov, Bohdana Levytska, Mark Savchuk, Mykhailo Hrechuhkhin, Tetyana Komlyk, Mykyta Solovyov, Dmytro Shamray, Artem Zhuk, Ihor Shchedyn.[cita requerida]

## Financiamiento del partido
Según los fundadores, el Micromecenazgo es una de las principales fuentes de financiación del partido. El partido publica periódicamente declaraciones de gastos e ingresos.